# エレン駅
エレン駅（二連駅、エレンえき、モンゴル語：ᠡᠷᠢᠶᠡᠨ
ᠥᠷᠲᠡᠭᠡ　転写：Eriyen ortege、簡体字:二连站）は、中国内モンゴル自治区シリンゴル盟エレンホト市に位置するソ蒙中鉄道と中国国鉄集二線の駅。中国国鉄はフフホト鉄路局に属する。市の名前を取りエレンホト駅とする場合もある。中国の軌間とモンゴルの軌間が異なるため、当駅より北にある施設で台車の交換が行われる。

## 利用可能な鉄道路線
モンゴル鉄道
モンゴル縦貫鉄道
中華人民共和国鉄道部（中国国鉄）
集二線

## 隣の駅
モンゴル鉄道・中国国鉄
ソ蒙中鉄道・集二線
ザミンウード駅 - 二連駅 - 西里駅